# خوان بيدرو بينا
خوان بيدرو بينا (29 ديسمبر 1987 بالبرتغال - ) هو لاعب كرة قدم برتغالي في مركز الدفاع. لعب مع غلوريا بيستريتسا ‏.